# Cantão de Prades
O cantão de Prades é uma divisão administrativa francesa, situada no departamento dos Pirenéus Orientais e da região de Languedoque-Rossilhão.

## Composição
O cantão de Prades reúne 20 comunas:
- Campôme
- Casteil
- Catllar
- Clara
- Codalet
- Conat
- Corneilla-de-Conflent
- Eus
- Fillols
- Fuilla
- Los Masos
- Molitg-les-Bains
- Mosset
- Nohèdes
- Prades (capital)
- Ria-Sirach
- Taurinya
- Urbanya
- Vernet-les-Bains
- Villefranche-de-Conflent